# Parti démocratique libre (Liberia)
Le Parti démocratique libre (FDP) est un parti politique au Liberia. Il a participé aux élections libériennes de 1997 (en) et a présenté des candidats aux élections du 11 octobre 2005.

## Élections
En 1997, la candidate présidentielle du FDP,Fayah Gbollie, a remporté 0,32 % des voix alors que le parti n'a réussi à obtenir aucune représentation au sein de l'assemblée législative bicamérale.En 2000, le parti a rejoint le cadre des partis politiques collaborateurs, qui prévoyait de défier le Parti patriotique national au pouvoir lors des prochaines élections.
En 2005, le candidat du FDP David Farhat (en) a remporté 0,5 % des voix lors de l'élection présidentielle. Le parti n'a remporté aucun siège au Sénat ou à la Chambre des représentants.
Le FDP a rejoint la Coalition nationale démocratique (en) avant les élections de 2011 (en). En mai 2022,le parti a rejoint l'Alliance démocratique du Libéria, qui vise à se présenter aux élections de 2023.